# Rumble Pak
Il Rumble Pak è un dispositivo di Interfaccia aptica della Nintendo. I videogiochi che supportano il Rumble Pak lo fanno vibrare in diverse situazioni, ad esempio durante una sparatoria o quando il personaggio viene colpito durante il gioco. Sono state messe in commercio diverse versioni di Rumble Pak: per Nintendo 64, Nintendo DS/Lite.

## Nintendo 64
Il Rumble Pak originale, disegnato per il controller del Nintendo 64, fu messo in commercio nell'aprile 1997 in Giappone, nel luglio 1997 in Nord America e nell'ottobre 1997 in Europa. Funziona con due batterie AAA e va inserito nello slot per le cartucce di memoria del controller, impedendo anche l'uso contemporaneo di un Controller Pak (cosa di poco conto dato che la maggior parte dei giochi per Nintendo 64 hanno una cartuccia in cui vengono immagazzinati i dati di salvataggio).
Il Rumble Pak venne introdotto venduto in coppia con il gioco Lylat Wars, ma venne poi messo in commercio separatamente due mesi più tardi.

## Nintendo DS
Il Rumble Pak per Nintendo DS ha la forma di una cartuccia per Game Boy Advance ed è disegnato per essere inserito negli slot di qualsiasi sistema Game Boy Advance. Esso venne introdotto in Nord America con il gioco "Metroid Prime Pinball" e con notevole ritardo in Europa; l'accessorio fece la sua prima apparizione nel Regno Unito quando fu messo in vendita con il gioco Actionloop.
All'inizio il Rumble Pak era disponibile solo di colore nero, poi anche una versione bianca fu messa in commercio. Erano previsti ulteriori colori che non videro mai il mercato.

### Giochi che lo supportano
- Colin McRae: DiRT 2
- Diddy Kong Racing
- Hotel Dusk: Room 215
- Lylat Wars (prima partita)
- Mario Party
- Mario Party 2
- Mario Party 3
- Mario & Luigi Fratelli nel Tempo
- Metroid Prime Hunters
- Orcs & Elves
- Race Driver: GRID
- Super Mario 64 (ristampa giapponese)
- Super Princess Peach
- Super Smash Bros.
- The Legend of Zelda: Ocarina of Time
- The Legend of Zelda: Majora's Mask
- Wave Race 64 (ristampa giapponese)
- WWE SmackDown vs. Raw 2008
- Juiced 2: Hot Import Nights
- Moon
- Metroid Prime Pinball